# THW-Orchester
Das THW-Orchester ist der Bundesmusikzug der Bundesanstalt Technisches Hilfswerk (THW).

## Geschichte
Das THW-Orchester ist aus der Stadtkapelle Hermeskeil hervorgegangen, welche im Jahr 1919 in Hermeskeil, Rheinland-Pfalz gegründet wurde.
Der ehemalige THW-Ortsbeauftragte in Hermeskeil, Georg Prösch, sorgte für die Fusion der Stadtkapelle Hermeskeil, welche dann im Jahr 1975 zunächst zum Landesmusikzug Rheinland-Pfalz und später zum Bundesmusikzug des THW im Jahr 1987 wurde.
Das Orchester spielt zu vielen wichtigen Anlässen des Technischen Hilfswerks wie Jubiläen oder Festveranstaltungen.  Zudem nahm es im Jahr 2011 an der  Steubenparade in New York City, USA teil.